# 케슬러 쌍둥이
알리체 케슬러(Alice Kessler)와 엘렌 케슬러(Ellen Kessler)는 독일의 쌍둥이 가수, 댄서, 배우이다. 통칭 케슬러 쌍둥이(독일어: Die Kessler-Zwillinge)로 잘 알려져있다. 1959년 유로비전 송 콘테스트에 독일 대표로 참가했다.